# Hedwig Behnisch
Hedwig Behnisch (* 28. Januar 1873 in Luschkowo; † 30. Juli 1963 in Roermond) war eine deutsche Malerin. Sie gestaltete impressionistische Landschaften, Porträts und Figuren und ist vor allem für ihre Blumenstillleben bekannt.

## Leben und Werk
Hedwig Behnisch wurde in Luszkowo (Luschkowo) im Kreis Kosten im Südwesten der preußischen Provinz Posen als Tochter von Elisabeth Kielmann (1848–1917) und Gustav Behnisch (1837–1913) geboren. Sie verbrachte ihre Kindheit mit zwei jüngeren Brüdern auf dem dortigen Rittergut ihres Vaters, wo sie zunächst Privatunterricht erhielt. Später ging sie in Görlitz zur Schule, wo sie bei der Familie ihres Onkels Adolf Behnisch wohnte, dem Besitzer einer Waggon-Fabrik. 1897 reisten sie gemeinsam nach Rügen, Malmö und Kopenhagen, wo Behnisch das Werk Bertel Thorwaldsens (1770–1844) kennenlernte.
Als ihre Eltern 1899 nach Breslau zogen, begann Behnisch eine Ausbildung an der dortigen Kunstakademie bei Max Wislicenus. 1905 malt sie in den Museen in Breslau, Dresden und München. 1907 reiste Behnisch nach Brasschaat in den Niederlanden und wurde Schülerin von Henry Luyten. An Luytens bis 1910 dort geführtem „Institut des Beaux Arts“ malte und zeichnete sie Motive dieser Gegend, fotografierte aber auch die Umgebung und Mitschüler. Besonders mit Mara Corradini unterhielt sie langjährigen Briefwechsel.
Der Rat ihres Lehrers und späteren Ehemannes Luyten sowie der Presseerfolg als La Reine des Fleurs (Königin der Blumen) anlässlich einer Ausstellung in Paris im Jahr 1912 veranlassten Behnisch, sich bei ihrer Malerei vornehmlich auf Blumenstillleben zu konzentrieren.
1913 wurde Behnisch Mitglied in der Vereinigung Schlesischer Künstlerinnen und stellte ihre Bilder in Berlin und Magdeburg aus. 1915 und 1916 folgten Aufenthalte in Worpswede und Bremen. Nach dem Tod von dessen erster Ehefrau heiratete Behnisch am 8. Januar 1917 in der Lutherkirche in Breslau den belgischen Künstler Henry Luyten. Nach dem Ersten Weltkrieg zog das deutsch-belgische Paar 1919 nach Deutschland, wo sie Norddeutschland bereisten und die Künstlersiedlungen Worpswede und Ahrenshoop besuchten. Von 1920 lebten sie in Wieck auf dem Darß, bis sie 1923 nach Belgien zurückkehrten.
Ihre Beziehung zu Henry Luyten blieb kinderlos und wurde belastet, als ihre minderjährige Nichte Käthe 1933 ein Kind von ihrem Ehemann bekam. Sie pflegte ihren Mann als dieser 1938 erkrankte und verstand sich als Hüterin seiner Arbeiten, die sie bewunderte und von denen sie auch Kopien fertigte. Bis zum Zweiten Weltkrieg zeigte Behnisch u. a. sieben Ausstellungen in Antwerpen. Sie wurde Mitglied der Landsgilde der Vlaamse Kunstenaars (Nationale Gilde Flämischer Künstler).
Im Mai 1940 wurden Hedwig Luyten-Behnisch und ihr Mann verhaftet, jedoch nach einer Nacht im Gefängnis wieder freigelassen. Gegen Ende des Krieges wurde ihr Atelier teilweise zerstört; ihr Mann starb nach einer weiteren Nacht im Gefängnis 1945. Hedwig Luyten-Behnisch versuchte trotz finanzieller Schwierigkeiten, den Nachlass ihres Mannes zu bewahren und schenkte 123 seiner – und etwa 80 ihrer eigenen – Bilder dem Museum Roermond. 1953 zog sie von Brasschaat zu ihrer Nichte Gerda Behnisch nach Kaiserslautern. 1959 zog sie zunächst nach Lübeck, dann nach Roermond, wo sie 1963 im Alter von 90 Jahren starb.
Das Municipal Museum Roermond besitzt etwa 80 ihrer Bilder. Viele der vor 1917 entstandenen Werke befinden sich in Privatsammlungen in Deutschland. Weitere Bilder befinden sich in Privatbesitz in Belgien, Deutschland und den Niederlanden.

## Ausstellungen
In folgenden Städten stellte Behnisch ihre Werke aus:
- 1912: Paris
- 1913: Berlin, Magdeburg
- 1916: Breslau
- 1924: Antwerpen (zusammen mit Henry Luyten)
- 1926: Antwerpen (unter dem Namen Jadwiga Luyten-Behnisch)
- 1927: Antwerpen (unter dem Namen Hedwig Luyten, Werke von 1902-1927)
- 1928: Salford, Manchester, England (unter dem Namen Jadwiga Luyten Behnisch, zusammen Henry Luyten)[11]
- 1929: Antwerpen, Galerie Breckpot (unter dem Namen Jadwiga Luyten Behnisch, zusammen mit Henry Luyten)
- 1930: Antwerpen, Zaal Agthe (unter dem Namen Jadwiga Luyten Behnisch, zusammen mit Henry Luyten)
- 193?: Antwerpen, Zaal F.A.K. (unter dem Namen Jadwiga Luyten Behnisch)
- 1940: Antwerpen, Stedejlijke Festzaal (mit weiteren Künstlern)
- 1941: Berlin, Berliner Kunsthalle (Flämische Künstler der Gegenwart)
- 1941: Brüssel, Louisalaan (unter dem Namen Jadwiga Luyten-Behnisch)
- 1951: Roermond, Gemeentelijk Museum